# Orestes Quércia

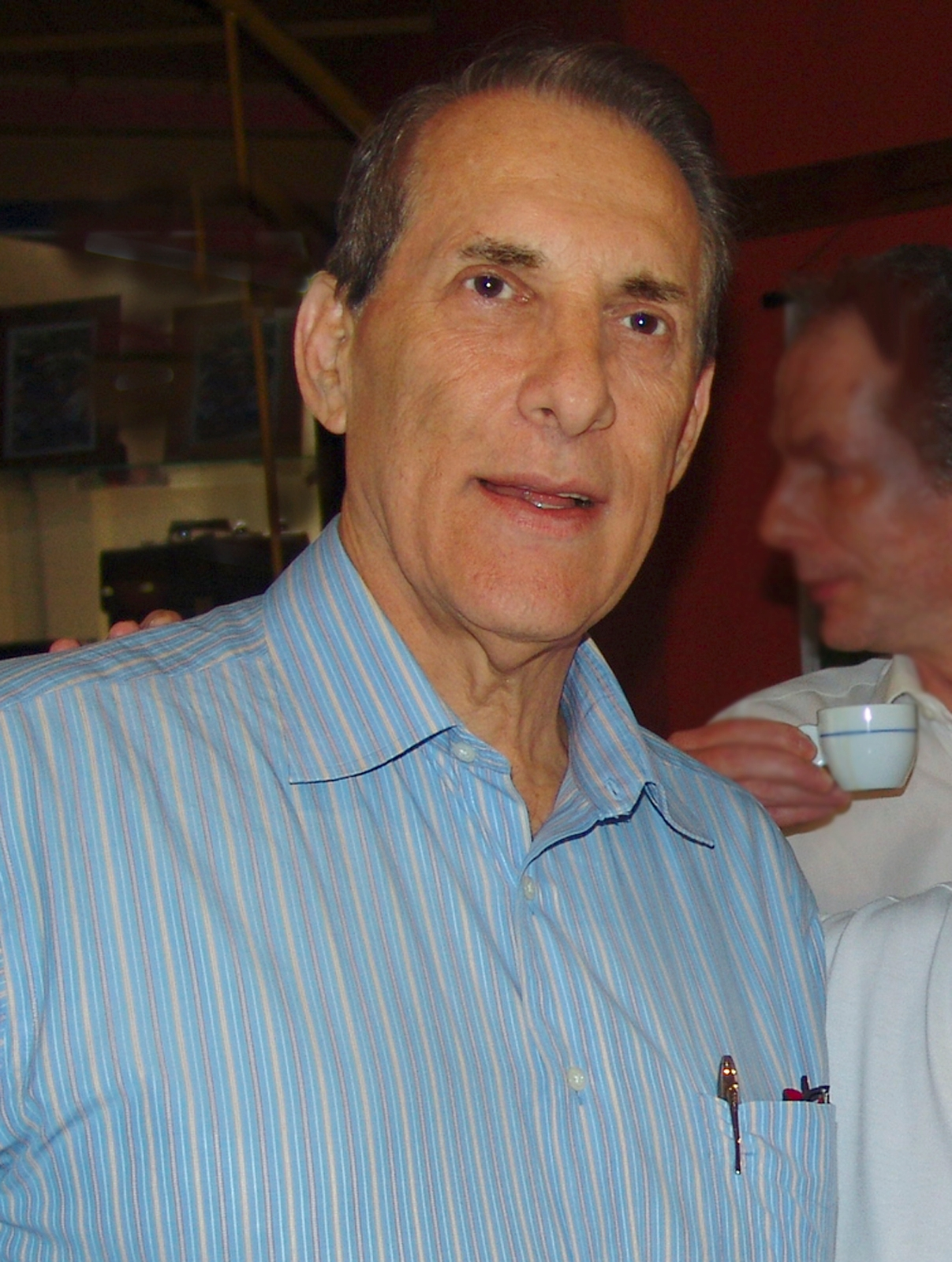
Orestes Quércia (2006)

Orestes Quércia (* 18. August 1938 in Pedregulho, Bundesstaat São Paulo; † 24. Dezember 2010 in São Paulo) war ein brasilianischer Politiker. Vom 15. März 1987 bis zum 15. März 1991 war er der Gouverneur des Bundesstaates São Paulo.

## Leben
Am Anfang seiner Karriere stand ein Engagement in der Studentenbewegung. Dabei redigierte er auch die Zeitung der Akadenmie. Später betätigte er sich als Radiomacher Quercia in Campinas. Studierte Rechtswissenschaft (1962) und wurde zum Stadtrat und Bürgermeister von Campinas gewählt (1968). Er ließ Alleen und Pflasterstraßen bauen, richtete auch Wasseraufbereitungsanlagen in Wohnvierteln ein.
Später wurde er Senator, Abgeordneter (1969), stellvertretender Gouverneur und Gouverneur von São Paulo, von 1987 bis 1991. Er ist einer der Gründer des Partido do Movimento Democrático Brasileiro (PMDB); übernahm im März 1991 als Nachfolger von Ulysses Guimarães die Präsidentschaft der Partei.
Seit er die Regierung verlassen hatte, konnte Quercia keine Wahl mehr gewinnen. Er konkurrierte beim Rennen um die Präsidentschaft 1994, 1998 um die des Bundesstaates und des Senats 2002 und 2006. Er starb im Dezember 2010 in einem Krankenhaus in São Paulo an Prostatakrebs.